# Франкократија
Франкократија (грч.  - „владавина Франака“), такође позната и као латинократија (грч.  - „владавина Латина“) и за млетачку владавину венетократија (грч. Βενετοκρατία или - {Ενετοκρατία} - „владавина Венецијанаца {Млечана}“) је период грчке историје послије Четвртог крсташког похода 1204. године, када је успостављен значајан број француских и италијанских крсташких држава на територији распалог Византијског царства (видјети Partitio terrarum imperii Romaniae).
Појам је настао као посљедица тога што су православни Грци западне европске хришћане звали Францима и Латинима. Дужина франкократије је различита за сваку област: политичка ситуација је био веома напета, франачке државе су биле подјељење и често су мјењале власт и у већини случајева је поново успатављена грчка власт.
Са примјером Јонскох острва и неких издвојених тврђава које су остале под управамо Млетачке све до 19. вијека, крај франкократије у грчким земљама је дошао са османским освајањима, првенствено између 14. и 16. вијека, када је започет нови период познат као туркократија (владавина Турака - Османска Грчка).